# The Lamb Lies Down on Broadway (lied)
The Lamb Lies Down in Broadway is een lied geschreven door de leden van Genesis, dat de titelsong werd van het gelijknamige album.
De volgende musici zijn op lied en album te horen, zij schreven allen mee aan het lied:
- Peter Gabriel – zang
- Phil Collins – drumstel, percussie, achtergrondzang
- Tony Banks – piano, elektrische piano RMI
- Mike Rutherford – fuzz basgitaar
- Steve Hackett – gitaar

Het lied is de openingstrack van genoemd album en heeft een soulachtig karakter. Aan het eind maken de woorden "They say the neon lights are bright on Broadway. They say there’s always magic in the air" een verwijzing naar het lied On Broadway van The Drifters. De albumtrack laat echter horen "They say the lights are always bright in Broadway". In het basspel van Mike Rutherford zagen enkelen het opstandige karakter van de Puerto Ricaan Rael over wie het lied en het conceptalbum handelt. In de Verenigde Staten werd het lied door ATCO op single geperst met als B-kant Counting Out Time, zonder dat het de hitparades aldaar haalde.
Na het vertrek van zanger Peter Gabriel moest Phil Collins zich over de teksten ontfermen, waarbij het gedurende de jaren nog een flink aantal keren tijdens de optredens werd gespeeld. Het verscheen op de livealbums Seconds Out (1977) en The Way We Walk, Volume Two: The Longs (1993). Het is een van de weinige nummers, die in 1998 in Ray Wilson een derde Genesis-zanger kreeg; hij zong het tijdens de tournee behorend bij de release van Calling All Stations. Tijdens optredens werd het nummer verwerkt in medleys verwijzend naar het album of een algemene medley.
De zanger van het eerste uur Gabriel zong het voorts nog tijdens een aantal concerten in 1978. Steve Hackett en band speelden het tijdens een tournee die leidde tot de uitgave van The Total Experience Live In Liverpool (2016); zanger is dan Nad Sylvan.
Andere covers kwamen van The Flower Kings (album Alive on planet earth) en Paul Gilbert (album Gilbert Hotel). Ook tributebands als ReGenesis en Rewiring Genesis voerden het uit; Unitopia zong het in medleyvorm.